# Tricalysia atherura
Tricalysia atherura är en måreväxtart som beskrevs av Nicolas Hallé.
Tricalysia atherura ingår i släktet Tricalysia och familjen måreväxter. IUCN kategoriserar arten globalt som sårbar. Inga underarter finns listade i Catalogue of Life.